# Jiří Liška (házenkář)
Jiří Liška (* 14. srpna 1952 Písek, Československo) je bývalý československý házenkář. Po skončení aktivní kariéry působí jako trenér.
S týmem Československa hrál na letních olympijských hrách v Montrealu v roce 1976, kde tým skončil na 7. místě. Nastoupil ve 2 utkáních a dal 1 gól. Na klubové úrovni hrál v letech 1971–1984 za Duklu Praha. S Dukla získal 8 titulů mistra Československa a v roce 1984 Pohár mistrů evropských zemí.